# جان ماريني
جان ماريني هي مغنية فلبينية، ولدت في 12 أغسطس 1978 في الفلبين.